# Artículo 171 del Código Penal de Chipre
El artículo 171 del Código Penal de Chipre fue una sección del Código Penal de Chipre, promulgada en 1929, que tipificaba como delito los actos sexuales homosexuales consentidos entre varones adultos. Hasta 1998, la sección decía:

Cualquier persona que (a) tenga conocimiento carnal de otra persona contra el orden de natura, o (b) permita que un hombre tenga conocimiento carnal de él contra el orden de naturaleza, es culpable de un delito grave y puede ser castigado con una pena de prisión de cinco años.

## Recusación judicial
El artículo 171 no se aplicaba a las mujeres y no penalizaba el sexo lésbico. Aunque rara vez se aplicaba, fue impugnada ante el Tribunal Europeo de Derechos Humanos por un chipriota llamado Alecos Modinos. La Corte dictó su sentencia en Modinos contra Chipre el 22 de abril de 1993 y dictaminó abrumadoramente, por ocho votos contra uno, que dicha sección violaba el artículo 8 de la Convención Europea de Derechos Humanos, que protegía el derecho de las personas a la privacidad. La sentencia siguió la opinión alcanzada por el Tribunal en otros dos casos similares: Dudgeon contra el Reino Unido (1981) y Norris contra Irlanda (1988). Irónicamente, el artículo 171 había sido citado por el juez turcochipriota Mehmet Zeka en su opinión disidente en el caso Dudgeon para oponerse a la invalidación por parte del Tribunal de las leyes contra la sodomía de Irlanda del Norte. El juez Zeka había argumentado que, como chipriota, estaba en «mejor posición para pronosticar la protesta pública y la agitación que se produciría si tales leyes fueran derogadas o modificadas en favor de los homosexuales, ya sea en Chipre o en Irlanda del Norte. Ambos países están tienen mentalidad religiosa y se adhieren a normas morales que tienen siglos de antigüedad».

## Oposición a la derogación
Sin embargo, sólo cinco años después de que se decidió Modinos contra Chipre, las disposiciones contra la sodomía del artículo 171 fueron efectivamente derogadas. La lentitud de la reforma se debió a las profundas divisiones creadas por una cuestión de tanta carga moral. La derogación fue abiertamente apoyada por los liberales Demócratas Unidos y abiertamente opuesta por el Partido Demócrata de centro derecha. El ex presidente Giórgos Vasileiou se pronunció a favor de la derogación, al igual que el ministro de Asuntos Exteriores, Ioannis Kasoulides, quien argumentó que Chipre «no puede pedir a Turquía que cumpla con las decisiones del Consejo [de Europa] sobre violaciones de derechos humanos [mientras] al mismo tiempo [negarse] a conformarse a tales decisiones».
Como había predicho el juez Zeka 17 años antes, la propuesta de derogación provocó una enorme reacción pública. Casi mil personas protestaron frente a la Cámara de Representantes en Nicosia el 15 de mayo de 1997. Conocida como «Comité para la Lucha contra la Despenalización de la Homosexualidad», la protesta fue encabezada por sacerdotes, monjes y monjas de la Iglesia Ortodoxa Chipriota, y exhibió carteles que decían «No a Sodoma y Gomorra en Chipre» y «Chipre es la isla de los santos, no de los homosexuales». El Arzobispo Crisóstomos I hizo campaña activamente contra la derogación del artículo, y el Movimiento Cristiano Ortodoxo Panchipriano recogió 40.000 firmas (que representan casi el 5% de la población total de la isla) en una petición oponiéndose a la reforma, e incluso llegó a prometer elaborar una "lista negra" de todos los diputados que votaron a favor de la derogación.

## Aplicación de la derogación
El Consejo de Europa advirtió repetidamente a Chipre que podría enfrentarse a la expulsión u otras sanciones políticas si demoraba más en cumplir la decisión de la Corte en Modinos contra Chipre. Como resultado, el proyecto de ley que despenalizaba los actos homosexuales privados entre adultos con consentimiento fue aprobado por la Cámara de Representantes el 21 de mayo de 1998, sólo ocho días antes de la fecha límite del 29 de mayo fijada por el Consejo. Fue aprobado con 11 de los 56 miembros de la Cámara intencionalmente ausentes. 36 diputados votaron a favor del proyecto de ley, ocho votaron en contra y un diputado decidió abstenerse.